# Galatasaray Istanbul/Saison 1928/29
Die Saison 1928/29 von Galatasaray Istanbul war die 23. Saison in der Vereinsgeschichte und die 16. Saison in der İstanbul Futbol Ligi. Der Klub beendete die Saison auf dem 1. Platz und gewann diese zum achten Mal.

## Personalien

### Kader
| Nat.       | Name                |
| Torhüter   | Torhüter            |
| ---------- | ------------------- |
| Turkei     | Rasim Atala         |
| Turkei     | Ulvi Yenal          |
| Abwehr     |                     |
| Turkei     | Burhan Atak         |
| Turkei     | Mehmet Nazif Gerçin |
| Mittelfeld |                     |
| Turkei     | Suphi Batur         |
| Turkei     | Nihat Bekdik        |
| Turkei     | Muammer Çakınay     |
| Turkei     | Mithat Ertuğ        |
| Angriff    |                     |
| Turkei     | Necdet Cici         |
| Turkei     | Rebii Erkal         |
| Turkei     | Kemal Faruki        |
| Turkei     | Sacit Haydar        |
| Turkei     | Ercüment Işıl       |
| Turkei     | Mehmet Leblebi      |
| Turkei     | Vahyi Oktay         |
| Turkei     | Muslih Peykoğlu     |
| Turkei     | Kemal Şefik         |
| Turkei     | Latif Yalınlı       |

## Saison
Alle Ergebnisse aus Sicht von Galatasaray Istanbul.
Die Tabelle listet alle İstanbul-Futbol-Ligi des Vereins der Saison 1928/29 auf. Siege sind grün, Unentschieden gelb und Niederlagen rot markiert.

### İstanbul Futbol Ligi
| ST | Datum              | Gegner              | Ort                      | Ergebnis  | Tor(e) für Galatasaray Istanbul                                          |
| -- | ------------------ | ------------------- | ------------------------ | --------- | ------------------------------------------------------------------------ |
| 01 | 21. September 1928 | Beşiktaş Istanbul   | Taksim-Stadion, Istanbul | 4:3 (0:1) | 1:1 Faruki (5.), 2:2 Yalınlı (72.), 3:2 Yalınlı (79.), 4:3 Yalınlı (88.) |
| 02 | 5. Oktober 1928    | Vefa Istanbul       | Taksim-Stadion, Istanbul | 1:1 (0:0) | ?                                                                        |
| 03 | 19. Oktober 1928   | Beykozspor          | Taksim-Stadion, Istanbul | 1:0 (0:0) | 1:0 Faruki (60.)                                                         |
| 04 | 2. November 1928   | Süleymaniye         | Taksim-Stadion, Istanbul | 4:2 (3:0) | ?                                                                        |
| 05 | 16. November 1928  | Fenerbahçe Istanbul | Taksim-Stadion, Istanbul | 2:0 (2:0) | 1:0 Faruki (1.), 2:0 Faruki (21.)                                        |
| 06 | 19. April 1929     | Beşiktaş Istanbul   | Taksim-Stadion, Istanbul | 2:1 (1:0) | 1:0 Yalınlı (24.), 2:1 Şefik (82.)                                       |
| 07 | 26. April 1929     | Beykozspor          | Taksim-Stadion, Istanbul | 5:0 (0:0) | ?                                                                        |
| 08 | 3. Mai 1929        | Vefa Istanbul       | Taksim-Stadion, Istanbul | 0:0       | keine                                                                    |
| 09 | 10. Mai 1929       | Fenerbahçe Istanbul | Taksim-Stadion, Istanbul | 2:1 (1:1) | 1:0 Bekdik (25.), 2:1 Yalınlı (87.)                                      |

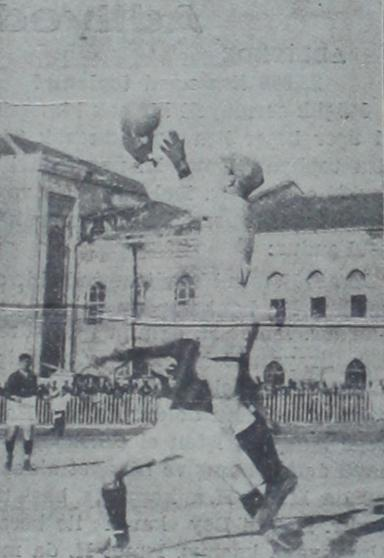
Rasim Atala von Galatasaray gegen Fenerbahçe (10. Mai 1929)
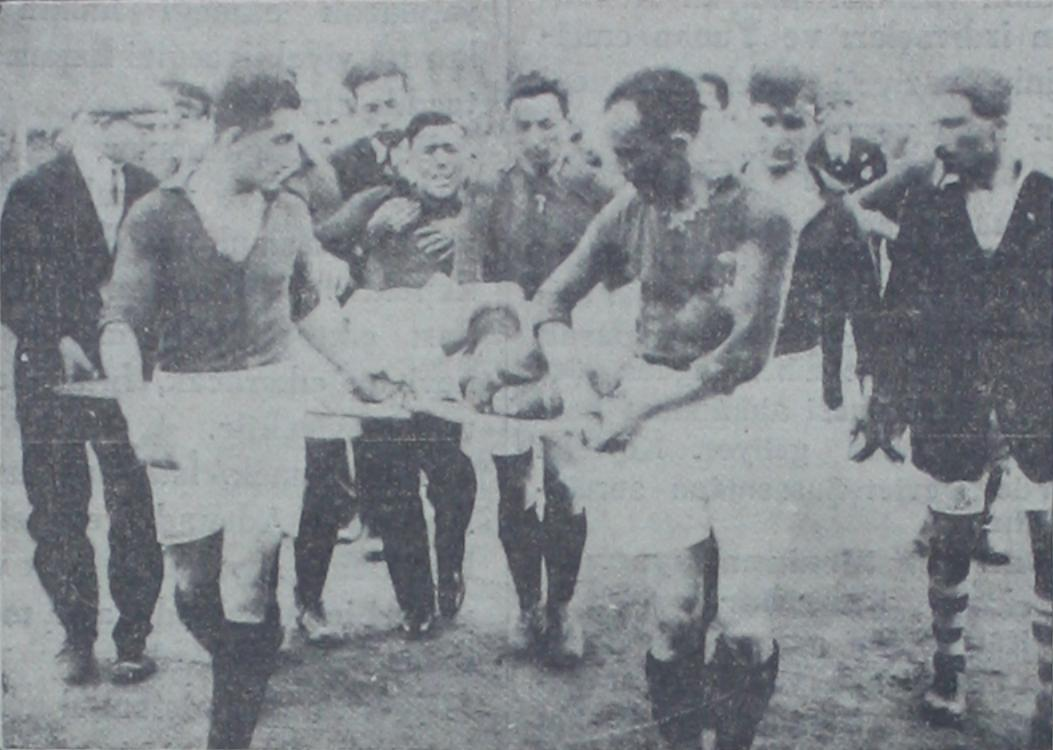
Mehmet Nazif Gerçin wird verletzt vom Spielfeld getragen (10. Mai 1929)

### Gazi Büstü

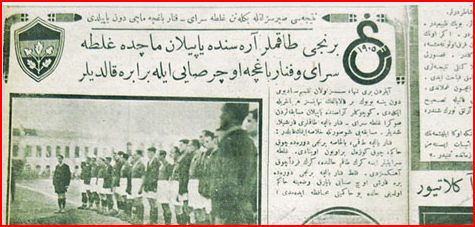
Zeitungsartikel zum ersten Spiel der Gazi-Büstü

Die Gazi Büstü war ein Fußballturnier zwischen Fenerbahçe SK und Galatasaray SK, um für die Tayyare Cemiyeti (deutsch: Türkische Luftwaffe) zu werben. Der Sieger dieses Turniers wurde mit einer Atatürk-Büste ausgezeichnet. Diese Statue war die erste und letzte, was zu Lebzeiten Mustafa Kemal Atatürks Namen trug.
| Galatasaray Istanbul                                      | Galatasaray Istanbul | Fenerbahçe Istanbul | Fenerbahçe Istanbul |
| --------------------------------------------------------- | --- | --- | ------------------- |
| Galatasaray Istanbul                                      | \| Finale \| \| 10. August 1928 um 17:15 Uhr in Istanbul (Taksim-Stadion) \| \| Ergebnis: 3:3 (1:3) \| \| Schiedsrichter: Ahmet Şerafettin Bey \| \| Spielbericht \|                                       | \| Finale \| \| 10. August 1928 um 17:15 Uhr in Istanbul (Taksim-Stadion) \| \| Ergebnis: 3:3 (1:3) \| \| Schiedsrichter: Ahmet Şerafettin Bey \| \| Spielbericht \|                   | Fenerbahçe Istanbul |
| Galatasaray Istanbul                                      | Ulvi Yenal – Burhan Atak, Mehmet Nazif Gerçin, Mithat Ertuğ, Nihat Bekdik , Rebii Erkal, Suphi Batur, Muslih Peykoğlu, Kemal Faruki, Mehmet Leblebi, Latif Yalınlı Cheftrainer: Billy Hunter ( Schottland) | Fehmi Eriş – Kadri Göktulga, İsmet Uluğ, Cevat Seyit, Sadi Çoban, Sabih Arca, Bedri Gürsoy, Zeki Rıza Sporel, Fikret Arıcan, Muzaffer Çizer, Alâaddin Baydar Cheftrainer: Hikmet Moçuk | Fenerbahçe Istanbul |
| Galatasaray Istanbul                                      | 1:1 Kemal Faruki (16.) 2:3 Muslih Peykoğlu (77.) 3:3 Latif Yalınlı (40.) | 0:1 Alâaddin Baydar (12.) 1:2 Fikret Arıcan (25. Elfmeter) 1:3 Sadi Çoban (45.) | Fenerbahçe Istanbul |
| Finale                                                    | | |                     |
| 10. August 1928 um 17:15 Uhr in Istanbul (Taksim-Stadion) | | |                     |
| Ergebnis: 3:3 (1:3)                                       | | |                     |
| Schiedsrichter: Ahmet Şerafettin Bey                      | | |                     |
| Spielbericht                                              | | |                     |

Entscheidungsspiel
| Galatasaray Istanbul                                      | Galatasaray Istanbul | Fenerbahçe Istanbul | Fenerbahçe Istanbul |
| --------------------------------------------------------- | --- | --- | ------------------- |
| Galatasaray Istanbul                                      | \| Finale - Entscheidungsspiel \| \| 31. August 1928 um 18:00 Uhr in Istanbul (Taksim-Stadion) \| \| Ergebnis: 4:0 (1:0) \| \| Schiedsrichter: Ahmet Şerafettin Bey \| \| Spielbericht \|                       | \| Finale - Entscheidungsspiel \| \| 31. August 1928 um 18:00 Uhr in Istanbul (Taksim-Stadion) \| \| Ergebnis: 4:0 (1:0) \| \| Schiedsrichter: Ahmet Şerafettin Bey \| \| Spielbericht \|  | Fenerbahçe Istanbul |
| Galatasaray Istanbul                                      | Ulvi Yenal – Mehmet Nazif Gerçin, Burhan Atak, Suphi Batur, Mithat Ertuğ, Nihat Bekdik , Şadi Şadli Alioğlu, Muslih Peykoğlu, Kemal Faruki, Mehmet Leblebi, Necdet Cici Cheftrainer: Billy Hunter ( Schottland) | Fehmi Eriş – Firuzan Şansal, İsmet Uluğ, Kadri Göktulga, Cevet Seyit, Sadi Çoban, Zeki Rıza Sporel, Bedri Gürsoy, Fikret Arıcan, Muzaffer Çizer, Alâaddin Baydar Cheftrainer: Hikmet Moçuk | Fenerbahçe Istanbul |
| Galatasaray Istanbul                                      | 1:0 Necdet Cici (15.) 2:0 Şadi Şadli Alioğlu (60.) 3:0 Necdet Cici (80.) 4:0 Necdet Cici (89.) | | Fenerbahçe Istanbul |
| Finale - Entscheidungsspiel                               | | |                     |
| 31. August 1928 um 18:00 Uhr in Istanbul (Taksim-Stadion) | | |                     |
| Ergebnis: 4:0 (1:0)                                       | | |                     |
| Schiedsrichter: Ahmet Şerafettin Bey                      | | |                     |
| Spielbericht                                              | | |                     |